# Eissportverein Zug Academy
L'Eissportverein Zug Academy, solitamente abbreviato  EV Zug Academy o EVZ Academy, è il vivaio sportivo dell'EV Zug e milita nella Lega Nazionale B a scopo di far largo ai giovani giocatori di hockey su ghiaccio.

## Rosa
| N. | Naz.                                      | Ruolo | Nome               | Anno | Alt. | Peso | Tiro |
| -- | ----------------------------------------- | ----- | ------------------ | ---- | ---- | ---- | ---- |
| 29 | Svizzera (bandiera)                       | P     | Sandro Aeschlimann | 1994 | 188  | 85   |      |
| 30 | Svizzera (bandiera)                       | P     | Noël Bader         | 1996 | 180  | 75   | L    |
| 16 | Svizzera (bandiera)                       | D     | Nico Gross         | 2000 | 184  | 82   | L    |
| 17 | Svizzera (bandiera)                       | D     | Florian Schmuckli  | 1993 | 185  | 88   | L    |
| 19 | Svizzera (bandiera)                       | D     | Manuel Grigioni    | 1995 | 194  | 95   | L    |
| 22 | Svizzera (bandiera)                       | D     | Cédric Maurer      | 1993 | 180  | 79   | L    |
| 24 | Svizzera (bandiera)                       | D     | Tobias Geisser     | 1998 | 193  | 88   | L    |
| 24 | Svizzera (bandiera)                       | D     | Marc Steiner       | 1996 | 187  | 87   | L    |
| 34 | Svizzera (bandiera)                       | D     | Samuele Pozzorini  | 1996 | 189  | 94   | L    |
| 90 | Svizzera (bandiera)                       | D     | Tobias Fohrler     | 1997 | 195  | 95   | L    |
| 94 | Svizzera (bandiera) · Germania (bandiera) | D     | Mike Küng          | 1994 | 180  | 77   | L    |

## Allenatori
Il primo allenatore della squadra è Björn Kinding, che aveva già allenato la prima squadra in precedenza.